# Ellen Mundinger
Ellen Mundinger (* 14. Januar 1955 in Oberkirch (Baden)) ist eine ehemalige deutsche Leichtathletin, die in den frühen 1970er Jahren als Hochspringerin erfolgreich war.
Die 1,77 m große und 62 kg schwere Athletin startete zunächst für die LG Offenburg, ab 1975 für den USC Mainz.

## Erfolge
Mundinger gewann drei deutsche Meistertitel: 1972 mit übersprungenen 1,82 m im Freien, 1973 und 1974 mit Höhen von 1,79 m und 1,82 m jeweils in der Halle. 1975 wurde sie bei den Deutschen Meisterschaften Dritte hinter Ulrike Meyfarth und ihrer Mannschaftskameradin Karin Geese.
Sie nahm an den Olympischen Spielen 1972 in München teil, wo sie mit übersprungenen 1,82 m auf Platz zehn kam. Im darauffolgenden Jahr meisterte sie bei den Junioreneuropameisterschaften 1973 in Duisburg dieselbe Höhe und gewann damit die Goldmedaille vor Olympiasiegerin Ulrike Meyfarth, die 1,80 m übersprang.
Einen Zentimeter höher (1,83 m) sprang sie 1974 bei den  Halleneuropameisterschaften in Göteborg. Mit dieser Höhe belegte sie den sechsten Platz.
Mundingers persönliche Bestleistung liegt bei 1,89 m, erzielt am 22. Juni 1980 in Göttingen.

## Trainerlaufbahn
Nach Beendigung ihrer aktiven Laufbahn arbeitete Ellen Mundinger als Lehrerin in der Heimschule Lender in Sasbach und nebenbei als ehrenamtliche Trainerin unter anderem für den TV 1861 Oberkirch.